# Coleosoma matinikum
Coleosoma matinikum es una especie de araña del género Coleosoma, familia Theridiidae, orden Araneae. La especie fue descrita científicamente por Barrion & Litsinger en 1995.

## Descripción
Mide aproximadamente 4,8 milímetros de longitud.

## Distribución
Se distribuye por Filipinas.